# برخورددهنده

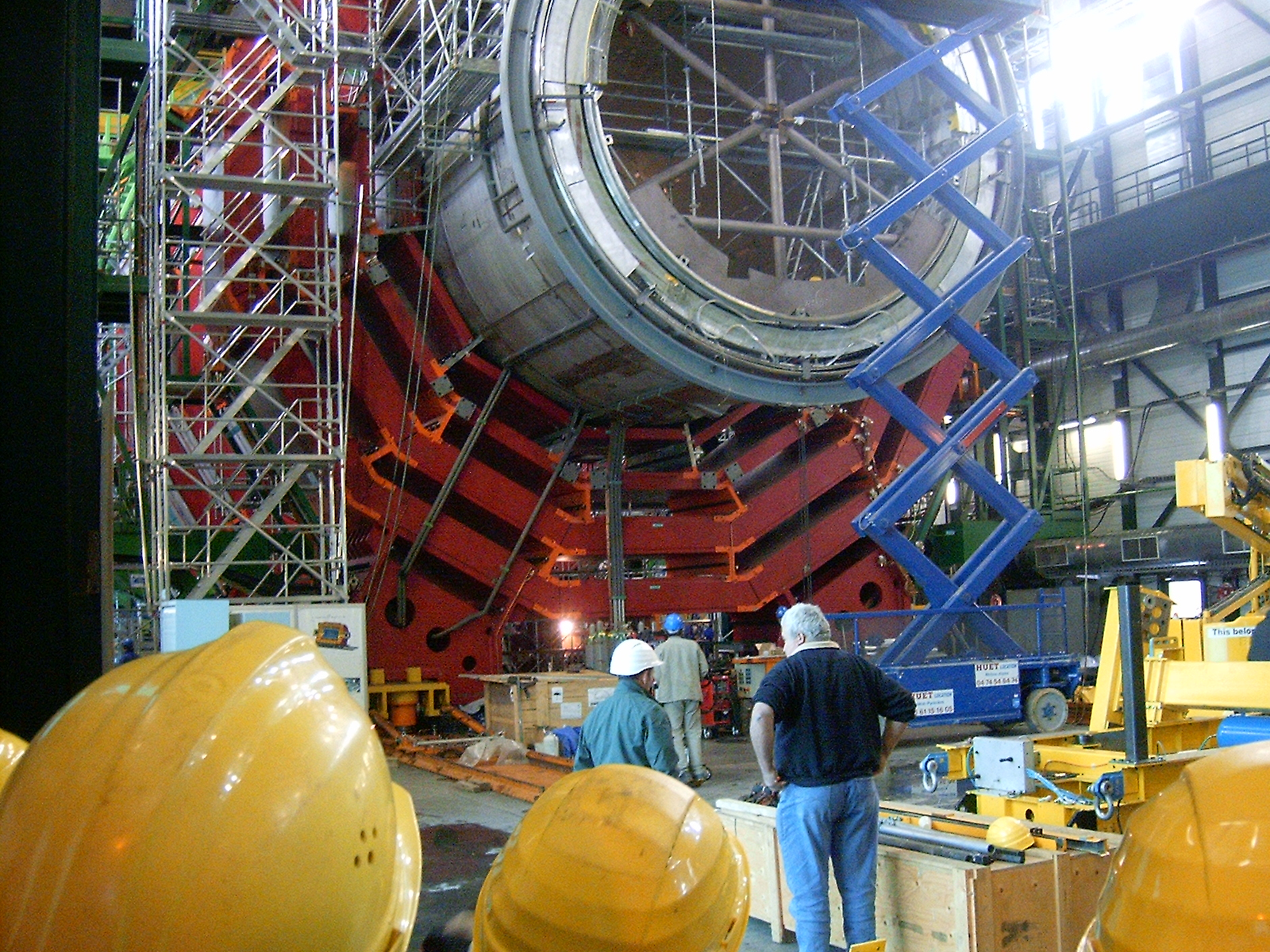
نمایی از بخش مرکزی بشکهٔ الکترومغناطیسی فشرده میون با مخزن خلاء، در برخورددهندهٔ بزرگ هادرون در سرن - اکتبر ۲۰۰۵

برخورددهنده (به انگلیسی: Collider) گونه‌ای شتاب‌دهنده ذره‌ای است که پرتوهای مستقیم ذرات را با هم درگیر می‌کند.
برخورددهنده‌ها می‌توانند شتاب‌دهندهٔ حلقوی یا شتاب‌دهندهٔ خطی باشند.
برخورددهنده‌ها ذرات را به سرعت‌های بسیار بالا می‌رساند و سپس آنها را بهم برخورد می‌دهد و نتیجه این برخوردها اطلاعات زیادی به فیزیک‌دانان درباره قوانین فیزیکی می‌دهد. برخورددهنده‌ها توانایی بررسی بخش‌هایی از فیزیک را دارند که فقط در انرژی‌های بسیار بالا و زمانی بسیار کوتاه قابل بررسی است و برای همین تقریبا غیرممکن است که این قوانین را در جایی دیگر بررسی کرد.